# Elise Lensing
Elise Lensing, vollständiger Name Maria Dorothea Elisabeth Lensing, (* 14. Oktober 1804 in Lenzen an der Elbe; † 18. November 1854 in Hamburg) war die langjährige Gönnerin und Freundin, später die Geliebte von Christian Friedrich Hebbel, der als einer der großen Dramatiker des Realismus gilt. Die um acht Jahre ältere Putzmacherin und Näherin Lensing unterstützte ihn finanziell, soweit ihr das möglich war.

## Leben
Maria Dorothea Elisabeth Lensing wurde als Tochter des Chirurgus und Wundarztes Lensing am 14. Oktober 1804 in der Seetorstraße 18 in Lenzen an der Elbe geboren. Nach dem Tod ihres Mannes heiratete Elises Mutter den Hamburger Zimmermann und Schiffer Johann Jakob Arendt Ziese und siedelte 1830 nach Hamburg über. Nach einer Ausbildung in Magdeburg und einer Lehrstelle in Calbe zog auch Elise in das Haus ihres Stiefvaters nach Hamburg.
Anfang 1835 lernte sie Friedrich Hebbel kennen, der im Haus ihres Stiefvaters ein Zimmer mietete. Hebbel war zu dieser Zeit 22 und Elise 30 Jahre alt.
In Hamburg unterrichtete Elise Lensing zeitweise als Lehrerin, ehe ihr eine väterliche Erbschaft eine gewisse Unabhängigkeit gab. Schon nach sechs Wochen wechselte Hebbel in ein benachbartes Haus, um Gerede zu vermeiden. Doch es war bereits zu spät – die nicht mehr ganz jugendliche, aber hingebungs- und liebevoll sorgende Frau hatte ihr Herz bereits an den mittellosen und einsamen Schriftsteller verloren. Hebbel schrieb bei seinem Auszug nach sechs Wochen:
„Am gestrigen Tage habe ich Elisens Haus wieder verlassen. Ich habe wohl Ursache, den 6 Wochen, die ich bei ihr verlebt habe, ein kleines Denkmal zu setzen, denn so wie mir die Güte gleich beim Eintritt entgegen kam, habe ich die Liebe mit fort genommen. Das Mädchen hängt unendlich an mir; wenn meine künftige Frau die Hälfte für mich empfindet, so bin ich zufrieden.“
Aus dieser Liebesbeziehung gingen zwei früh verstorbene Söhne hervor: Max (1840–1843) und Ernst (1844–1847).
Dennoch erlebte Hebbel in dieser ersten Hamburger Zeit „die gräßliche Tiefe“ des Daseins. Nach einem erfolglosen Besuch des Johanneums verließ Hebbel Hamburg, um in Heidelberg ein Jurastudium aufzunehmen. Auch dieser trockene Bildungsgang erfüllte ihn nicht. Hebbel schrieb:
„Ich bin gegenwärtig Student und in Heidelberg, Letzteres mit ganzer, Ersteres mit halber Seele. Die tollen Wellen des academischen Lebens rollen an mir, wie an einem Felsblock, vorüber und reißen mich selten mit sich fort. Dies ist so wenig mein Verdienst, als meine Schuld. Es bedarf des vollen Gefühls unbekümmerter Jugend, des durch keine Verhältnisse getrübten, heiteren Lebensmuths, wenn man sich freudig in einen Kreis hinein stürzen soll, der so wenig mit des Menschen, als mit der Menschheit höchsten Interessen etwas zu thun hat und der, weil Kraft und Vermögen immer ihr Medium suchen, für die Nothwendigkeit das Willkürlich-Phantasische supponirt. Ich wollte, daß ich’s könnte, aber Niemand kommt von der Galeere, wie er sie betrat. All mein Bestreben ist auf poetisches Schaffen und poetisches Wirken gerichtet; was damit nicht nach irgend einer Seite zusammen hängt, das ist für mich nicht da.“
Also brach Hebbel das Studium ab und reiste weiter über Straßburg und Stuttgart nach München, wo er im philosophischen Fach das Doktorexamen anstrebte. Die zweieinhalb Jahre, die Hebbel in München verbrachte, waren zwar arm an äußeren Ereignissen, aber umso bedeutsamer für seine innere Entwicklung. Er war jetzt nicht mehr stud. jur., sondern Literat. Da er davon allerdings nicht leben konnte und das Hamburger Stipendium bald aufgebraucht war, war er zunehmend auf die Unterstützung Elise Lensings angewiesen. Hunger, Krankheit und Geldsorgen ließen ihn jedoch abermals scheitern. Bei Kälte, Schnee und Nässe traf Hebbel am 30. März 1839 nach einem zwanzigtägigen Gewaltmarsch abgerissen und erschöpft in Hamburg mit Elise zusammen. Seine widersprüchlichen Gefühle beim Wiedersehen beschrieb er so:
„Beklemmendes Gefühl, als ich die Thürme von Hamburg, die mir bei einer Biegung des Weges plötzlich in die Augen sprangen, wieder erblickte; lauter halbe, zerrissene, in sich nichtige und bestandlose Verhältnisse; ein Wolkenheer und nur ein einziger Stern: Elise; diese, von Göttingen aus über den Tag meiner Ankunft benachrichtigt, kam Nachmittags mit dem Dampfschiff in Harburg an; schmerzlich-süßes Wiedersehen, denn auch wir standen nicht zueinander, wie wir sollten und schlecht vergalt ich ihr ihre unendliche Liebe, ihre zahllosen Opfer, durch ein dumpfes, lebefaules Wesen.“
Rund vier Jahre blieb er bei Elise Lensing in der Hansestadt. Auch jetzt erreichte er keine Besserung seiner wirtschaftlichen Lage.
Vom dänischen König Christian VIII. erhielt Hebbel 1842 ein Stipendium für eine zweijährige Bildungsreise, die ihn nach Paris, Rom, Neapel und Wien führte. In der Stadt an der Donau blieb Hebbel bis zu seinem frühen Tod. Eigentlich wollte er nach Hamburg zurückkehren, wo Elise Lensing ihm einen zweiten Sohn geboren hatte. Vom Tod des ersten Sohnes hatte er in Paris erfahren. Aber Hebbel heiratete 1846 in Wien die Burgschauspielerin Christine Enghaus und fand frei von materiellen Sorgen und Nöten die Muße, die er brauchte, um ein bedeutender Dichter des 19. Jahrhunderts zu werden. Als er die berühmte Schauspielerin heiratete, brach für Elise Lensing, die viele Jahre lang Hebbels einziger Halt in menschlich-seelischer wie auch materieller Hinsicht gewesen war, eine Welt zusammen.
Dem einfühlsamen Wesen von Christine Enghaus gelang es schließlich 1847, wieder eine Annäherung zwischen der enttäuschten Elise und dem oft schroffen Dichter Friedrich Hebbel herbeizuführen. Im Mai 1847 lud sie Elise nach Wien ein, wo sie über ein Jahr als Gast bei den Hebbels verbrachte. Als Elise in die Hansestadt zurückkehrte, waren die beiden Frauen Freundinnen geworden. Christine gab Elise ihren Sohn Carl, den sie in die Ehe mitgebracht hatte, mit nach Hamburg. Dieser Sohn Christines, der von Hebbel adoptiert worden war, wurde schließlich von Elise erzogen, eine Aufgabe, die Elises Leben wieder Sinn gab. 1867 wanderte Carl Hebbel nach Valparaíso (Chile) aus, wo er die deutsche Schule mitbegründete. Er erlag am 18. September 1895 bei einem Besuch seiner leiblichen Mutter Christine auf der Hauptpost in Wien einem Herzschlag.
Elise Lensing starb 1854 in Hamburg und wurde auf dem St.-Georgs-Friedhof beigesetzt. Hebbel war über ihren Tod sehr erschüttert. Er schrieb:
„Elise ist nicht mehr; am 18ten November 1854 gegen Morgen ist sie verschieden. Lange vorher schon war für sie Nichts mehr zu hoffen, und also nur der Tod noch zu wünschen; so erschüttert mich die Schmerzenskunde denn im Moment des Eintreffens nicht so sehr, als sie in mir nachzitterte und nachzittern wird! Welch ein verworrenes Leben; wie tief mit dem meinigen verflochten, und doch gegen den Willen der Natur und ohne den rechten inneren Bezug! Dennoch werde ich Niemand lieber, als ihr, in den reineren Regionen begegnen, wenn sie sich mir dereinst erschließen.“

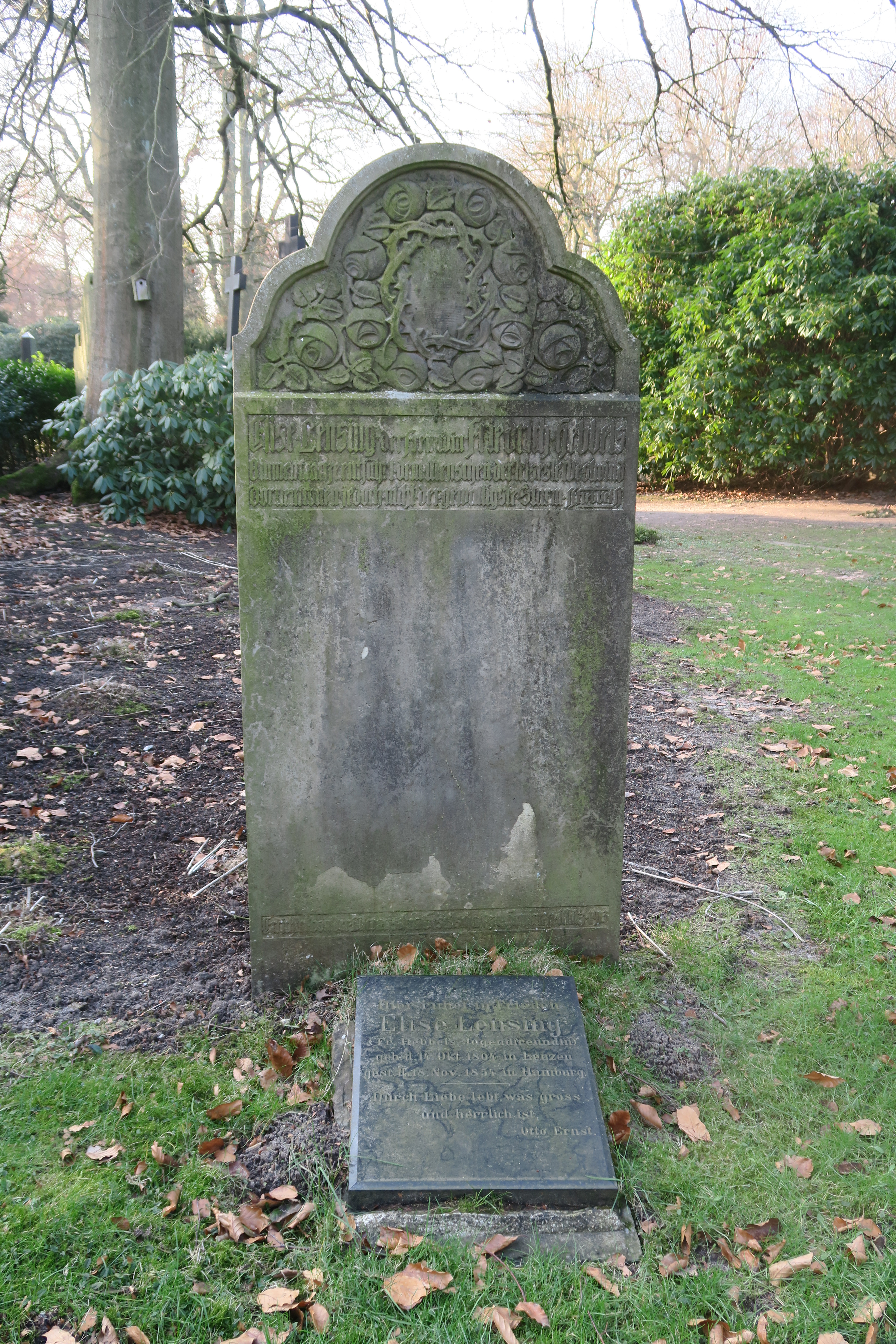
Stele und Kissenstein für Elise Lensing auf dem Friedhof Ohlsdorf

Als Hamburg sich vergrößerte und dieser Friedhof eingeebnet wurde, kaufte Christine Hebbel 1899, 36 Jahre nach Hebbels Tod 1863, in Hamburg-Ohlsdorf eine Grabstätte und bettete die Freundin um (Planquadrat J 10 oberhalb des Cordes-Denkmals im Bereich des Rosenhains). Auf der von der Literarischen Gesellschaft zu Hamburg 1913 errichteten Stele befindet sich der Hebbel-Spruch „Blumenkränze entführt dem Menschen der leiseste Westwind / Dornenkronen jedoch nicht der gewaltigste Sturm“.
In Hamburg-Barmbek-Nord erinnert der Elise-Lensing-Weg an die langjährige Freundin Hebbels.